# هيلين فلمنج
هيلين فلمنج (بالإنجليزية: Helen Fleming)‏ هي مجدفة جنوب أفريقية، ولدت في 23 نوفمبر 1973 في جوهانسبرغ في جنوب أفريقيا.

## وصلات خارجية
- هيلين فلمنج على موقع الاتحاد الدولي للتجديف (الإنجليزية)
- هيلين فلمنج على موقع اللجنة الأولمبية الدولية (الإنجليزية)
- هيلين فلمنج على موقع أوليمبيديا (الإنجليزية)